# Polje (Slunj)
Polje is een plaats in de gemeente Slunj in de Kroatische provincie Karlovac. De plaats telt 48 inwoners (2001).